# Pagurus caurinus
Pagurus caurinus is een tienpotigensoort uit de familie van de Paguridae. De wetenschappelijke naam van de soort is voor het eerst geldig gepubliceerd in 1971 door Hart.